# La Fère
Ne doit pas être confondu avec Fère-en-Tardenois ou Fère-Champenoise.
Cet article possède un paronyme, voir Laffer.
Pour les articles ayant des titres homophones, voir L'Affaire et Lafferre.
La Fère est une commune française située dans le département de l'Aisne en région Hauts-de-France.
Ancien siège de l'École royale d'artillerie de La Fère, elle est connue pour abriter la statue de l'Artilleur qui ornait auparavant le pont de l'Alma de Paris.

## Géographie
La ville se situe 30 kilomètres au sud de Saint-Quentin, et 25 kilomètres au nord-ouest de Laon, la préfecture du département de l'Aisne. La commune est à l'origine de la route départementale qui relie La Fère à Origny-Sainte-Benoite. La prochaine commune rencontrée sur cette route est Achery.

### Hydrographie

#### Réseau hydrographique
La commune est située dans le bassin Seine-Normandie. Elle est drainée par le canal de la Sambre à l'Oise, l'Oise, le ruisseau de Deuillet,,.divers bras de l'Oise,
L'Oise prend sa source en Belgique, à 309 mètres d'altitude, dans l'ancienne commune de Forges et se jette dans la Seine à 20 mètres d'altitude, au Pointil en rive droite et en aval du centre de Conflans-Sainte-Honorine dans le département des Yvelines. D'une longueur 341 kilomètres, elle est presque entièrement navigable et bordée de canaux sur 104 kilomètres.

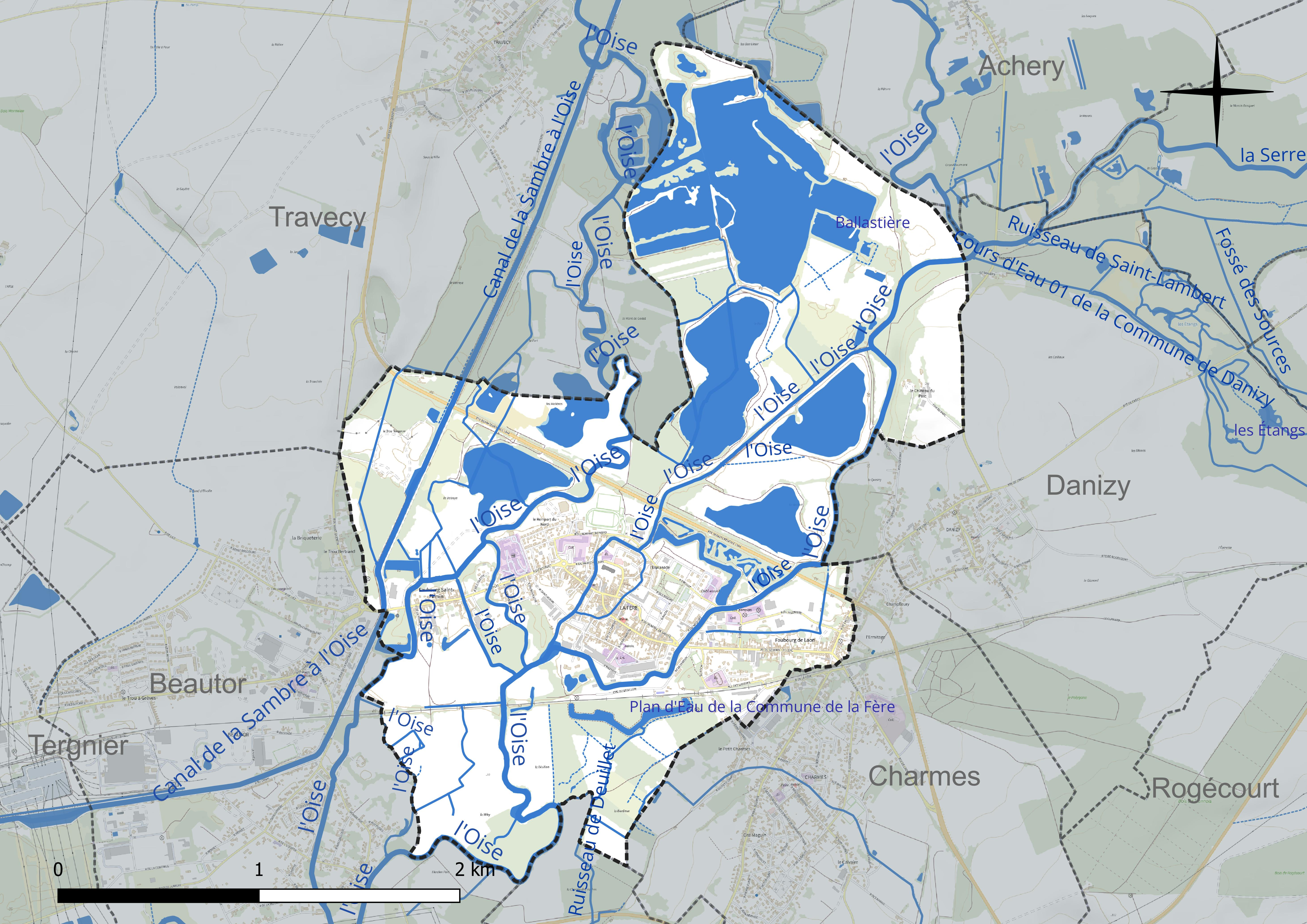
Réseau hydrographique de la Fère.

Deux plans d'eau complètent le réseau hydrographique : la ballastière (2,6 ha) et le plan d'eau de la commune de la Fère (2,5 ha),.

#### Gestion et qualité des eaux
Le territoire communal est couvert par le schéma d'aménagement et de gestion des eaux (SAGE) « Oise moyenne ». Ce document de planification concerne un territoire de 1 013 km2 de superficie, délimité par le bassin versant de l'Oise moyenne. Le périmètre a été arrêté le 24 avril 2017 et le SAGE est, en 2024, encore en élaboration. La structure porteuse de l'élaboration et de la mise en œuvre est le syndicat mixte du SAGE Oise-Moyenne (SMOM).
La qualité des cours d'eau peut être consultée sur un site dédié géré par les agences de l'eau et l'Agence française pour la biodiversité.

### Climat
Pour des articles plus généraux, voir Climat des Hauts-de-France et Climat de l'Aisne.
En 2010, le climat de la commune est de type climat océanique dégradé des plaines du Centre et du Nord, selon une étude du CNRS s'appuyant sur une série de données couvrant la période 1971-2000. En 2020, Météo-France publie une typologie des climats de la France métropolitaine dans laquelle la commune est exposée à un climat océanique altéré et est dans la région climatique Nord-est du bassin Parisien, caractérisée par un ensoleillement médiocre, une pluviométrie moyenne régulièrement répartie au cours de l'année et un hiver froid (3 °C).
Pour la période 1971-2000, la température annuelle moyenne est de 10,5 °C, avec une amplitude thermique annuelle de 15,1 °C. Le cumul annuel moyen de précipitations est de 691 mm, avec 11,1 jours de précipitations en janvier et 8,8 jours en juillet. Pour la période 1991-2020, la température moyenne annuelle observée sur la station météorologique la plus proche, située sur la commune de Chauny à 12 km à vol d'oiseau, est de 11,1 °C et le cumul annuel moyen de précipitations est de 709,9 mm,. Pour l'avenir, les paramètres climatiques de la commune estimés pour 2050 selon différents scénarios d'émission de gaz à effet de serre sont consultables sur un site dédié publié par Météo-France en novembre 2022.

## Urbanisme

### Typologie
Au 1er janvier 2024, La Fère est catégorisée ceinture urbaine, selon la nouvelle grille communale de densité à 7 niveaux définie par l'Insee en 2022.
Elle appartient à l'unité urbaine de Tergnier, une agglomération intra-départementale dont elle est une commune de la banlieue,. Par ailleurs la commune fait partie de l'aire d'attraction de Tergnier, dont elle est une commune du pôle principal,. Cette aire, qui regroupe 14 communes, est catégorisée dans les aires de moins de 50 000 habitants,.

### Occupation des sols
L'occupation des sols de la commune, telle qu'elle ressort de la base de données européenne d'occupation biophysique des sols Corine Land Cover (CLC), est marquée par l'importance des territoires agricoles (50,3 % en 2018), en diminution par rapport à 1990 (66,5 %). La répartition détaillée en 2018 est la suivante :
prairies (45,7 %), eaux continentales (26,1 %), zones urbanisées (19,6 %), forêts (3,9 %), terres arables (2,7 %), zones agricoles hétérogènes (1,9 %).
L'évolution de l'occupation des sols de la commune et de ses infrastructures peut être observée sur les différentes représentations cartographiques du territoire : la carte de Cassini (XVIIIe siècle), la carte d'état-major (1820-1866) et les cartes ou photos aériennes de l'IGN pour la période actuelle (1950 à aujourd'hui).

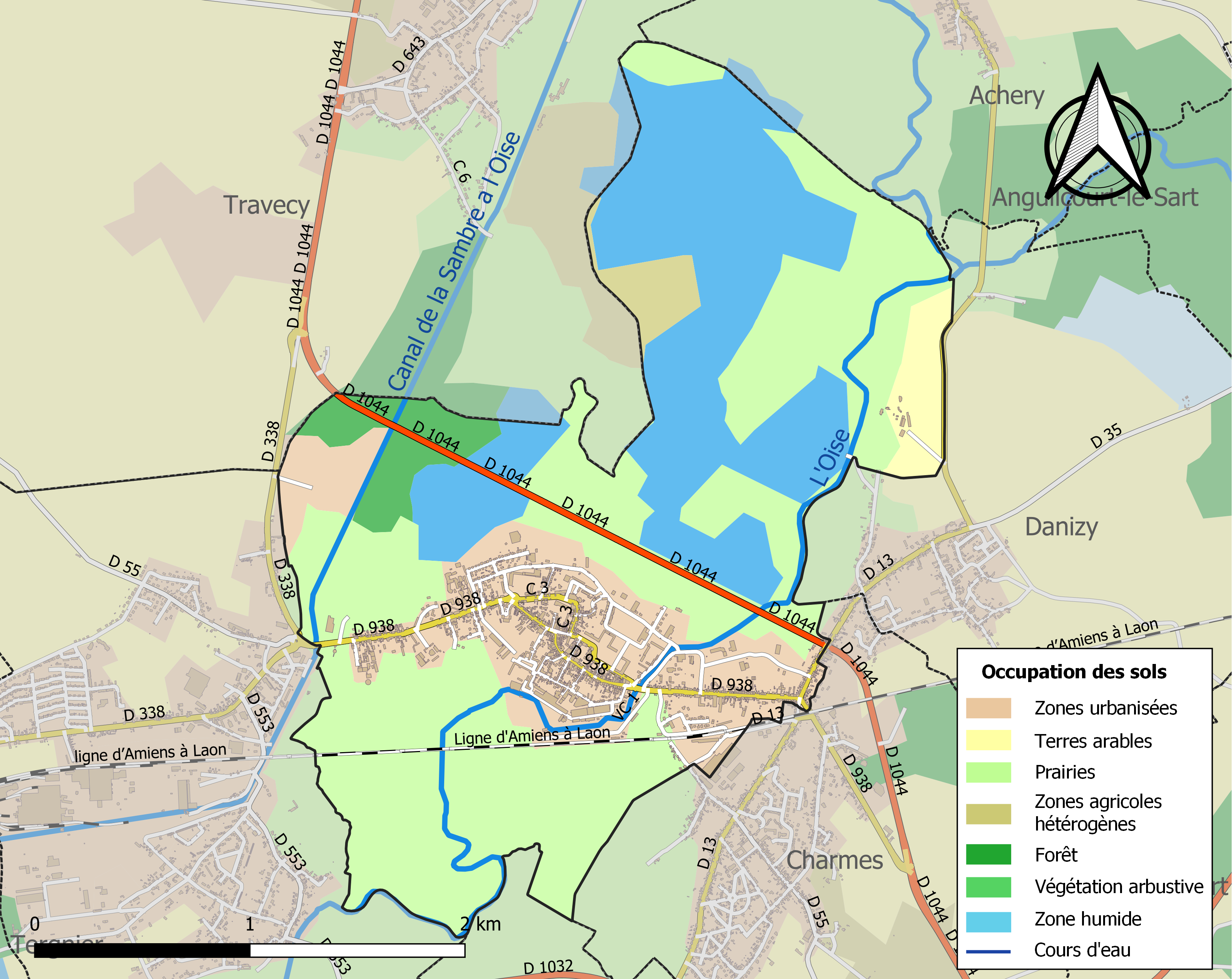
Carte de l'occupation des sols de la commune en 2018 (CLC).

## Toponymie
Le nom de la localité est attesté sous les formes Fera (898) ; Ferra (898) ; Fara (958) ; Feria (1133) ; La Ferre (1196) ; « Canonici de Farra recognoverunt domum leprosorum de Farra, sita esse in parrochiatu de Beautor… » (1214) ; la Fère (1317) ; La Fère-sur-Oise (1400) ; Laffere (1408) ; Le Fere-en-Vermendois (1449) ; La Fère-sur-Oise (1452) ; Lafère-sur-Oyze (1478) ; La Ferre-sur-Oyse (1553).
Une fère, ou ferté désignait une forteresse médiévale (Rappelons que la ville fut fortifiée au XVIe siècle), de l'oïl *fère « habitation des ancêtres, ruines d'habitations anciennes ». Une autre hypothèse suppose que Fère dériverait du germanique fara (colonie, famille), en langue d'oïl : une famille installée sur un domaine ou habitation agricole, et donc un peuplement rural par des populations déplacées.

## Histoire

### Moyen Âge
Eudes Ier, comte de Paris et marquis de Neustrie, puis roi des Francs de 888 à 898, mourut à La Fère, siège de son camp d'hiver, le 3 janvier 898.
Vers le XIe siècle, La Fère en Picardie devient le fief des seigneurs de Coucy, puissants rivaux de la jeune monarchie capétienne. Ils construisent des fortifications qui vont défier longtemps les rois de France.
En 1187, le tournoi de La Fère, donné par le sire de Coucy Raoul Ier dans les prairies, entre La Fère et Vendeuil, dura une semaine. Le sire de Coucy fit annoncer ce grand tournoi jusqu'en Belgique, lança de nombreuses invitations.
L'héritage picard (Soissons en partie, La Fère, Marle...) de la dernière des Coucy, Marie (1366-1405), passa à son fils Robert de Bar (-le-Duc), comte de Marle et de Soissons, puis à la fille de ce dernier, Jeanne, épouse du connétable Louis de Luxembourg-Saint-Pol. La petite-fille de ces derniers, Marie de Luxembourg-Saint-Pol (morte à La Fère ou à Ham), par son deuxième mariage avec François de Bourbon-Vendôme, transmit ces fiefs à la Maison de Bourbon-Vendôme (Antoine de Bourbon, né au château de La Fère en 1518, père d'Henri IV, et Louis prince de Condé étaient leurs petits-fils).

### Époque moderne
En 1545, lors de la guerre de François Ier contre Charles Quint, la Picardie était de nouveau envahie : « Le roy s'achemina pour tirer à La Fère-sur-Oise, duquel lieu il pourroit ordonner ses affaires selon qu'il s'offriroit. »

#### Siège de 1580
Au cours de la septième guerre de Religion, La Fère est prise par surprise, par le prince de Condé, fils de Louis Ier, le 29 novembre 1579. Elle est reprise après un siège que les troupes royales du maréchal de Matignon appliquent avec ténacité du 7 juillet 1580 à début septembre 1580.
Ce siège de 1580 fut appelé siège de Velours car les ducs d'Épernon, Joyeuse et d'autres jeunes seigneurs y vinrent en brillant équipage et les vivres abondaient. Il n'en fut pas moins long (du 20 juin au 31 août) et dur. Ce siège de Velours où fêtes et réjouissances alternèrent avec les décharges d'artilleries, fit perdre plus de 4 000 hommes aux assaillants et 800 aux assiégés. On écrivit et répéta partout qu'une mauvaise bête avait dévoré tous les mignons du roi Henri III, et La Fère prit le surnom de Féra (bête féroce). Cette étymologie quelque peu fantaisiste n'occulte pas une toponymie plus scientifique : une fère, en langue d'oïl, signifierait une colonie, une famille installée sur un domaine ou habitation agricole, et donc un peuplement rural par des populations déplacées. Le 12 septembre 1580, la ville de La Fère se rend aux troupes royales.

#### Prise de La Fère en 1589 par la Ligue et occupation par l'armée espagnole
En 1586, la Ligue bat son plein, la guerre des Trois Henri également. La ville est prise en 1589 par les ligueurs commandés par Charles de Hallwin, seigneur de Piennes et marquis de Maignelais, suivant les ordres du duc de Mayenne, faisant prisonnier Antoine d'Estrées, gouverneur de la place, les enfants de Gaspard de Schomberg, les frères Henri de Schomberg et Hannibal de Shomberg, Louis Patin sieur de Saulcourt. Le duc de Mayenne nomme Florimond de Hallwin, marquis de Maignelais, fils du marquis de Piennes, gouverneur de la place. En 1589, le huguenot Henri de Navarre/Bourbon-Vendôme (futur roi de France Henri IV) est à la tête d'une armée dans l'Ouest du royaume. Roi de France en 1589, Henri IV s'empare peu à peu des places que les Espagnols défendent avec acharnement. En mai 1591, le marquis de Maignelais est entré en pourparlers pour faire sa soumission au roi. Le duc de Mayenne en ayant eu vent a envoyé à La Fère deux de ses capitaines, Colas, vice-sénéchal de Montélimar, et Magny, lieutenant de ses gardes. Après s'être concertés avec les chefs de la garnison, ils ont tué la marquis de Maignelais de deux coups d'épée. Colas lui a succédé comme gouverneur de la place. Henri IV qui s'est avancé jusqu'à Compiègne pour prendre possession de la place a alors essayé de la surprendre mais il a échoué. Le duc de Parme, Alexandre Farnèse est venu au secours de la ville. En 1592, des conférences ont lieu à La Fère entre les chefs de la Ligue et les plénipotentiaires d'Espagne pour placer sur le trône de France une princesse espagnole après son mariage avec un prince français, projet resté sans suite. Le duc de Parme a obtenu du duc de Mayenne de faire de La Fère un point d'appui de son armée et d'y établir une garnison de 400 Wallons avec de l'artillerie et les bagages de son armée.

#### Siège de 1595

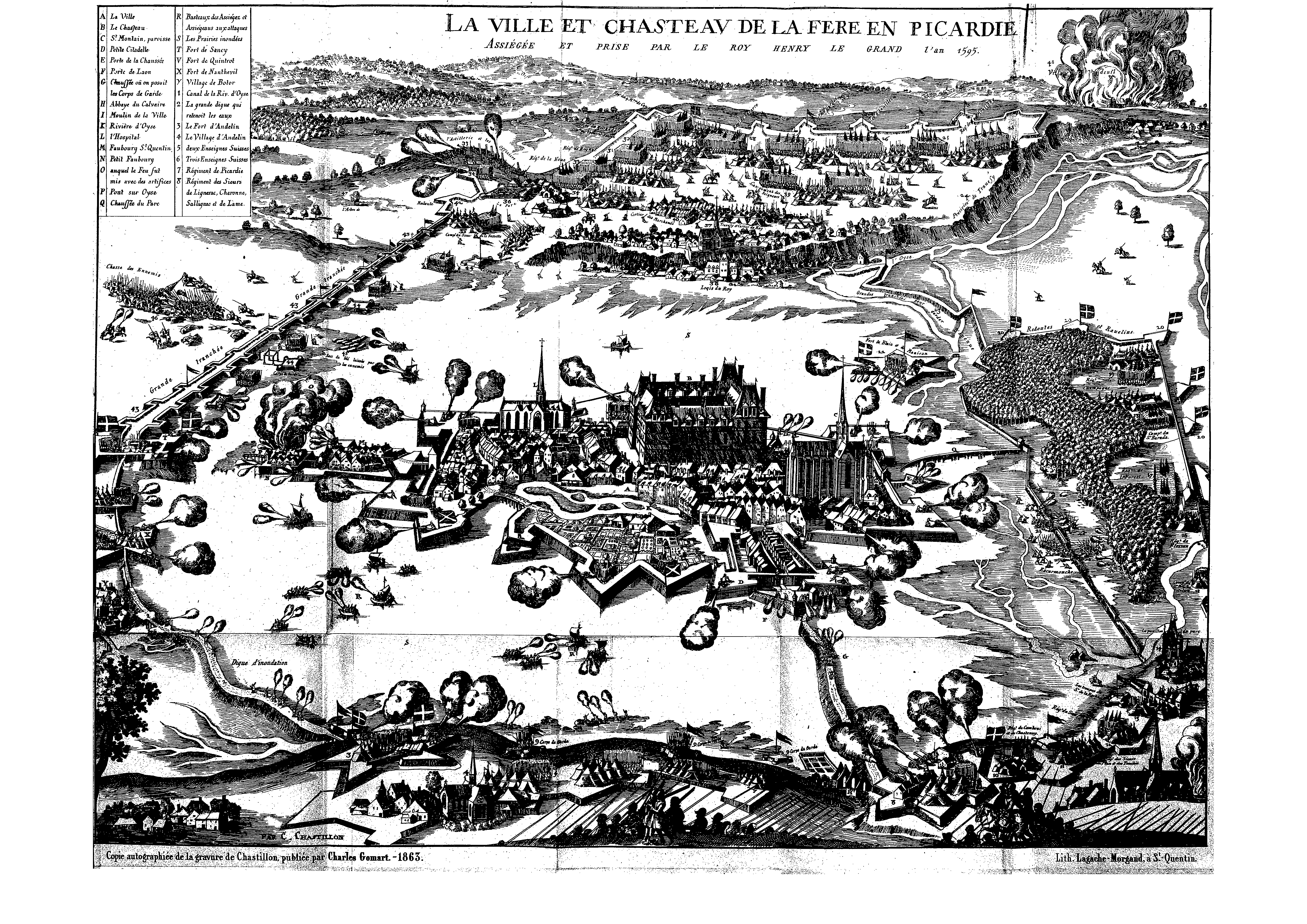
Siège de la Fère par Claude Chastillon.

Henri IV décide de faire le siège de La Fère en 1595 après la prise de Laon, le 22 juillet 1594. Depuis presque deux ans, La Fère est assiégée. Le roi fera inonder la cité en barrant la vallée de l'Oise entre Andelain et Beautor par une ligne de 1 500 mètres ce qui amènera la ville à capituler le 16 mai 1596. Seigneur de La Fère comme on l'a vu plus haut, Henri IV réunit alors La Fère au domaine de la Couronne et y établit un bailliage royal qui s'étendait sur la ville, les faubourgs et sur seize villages voisins. Ce bailliage ressortissait à celui de Laon.

#### La Fère pendant la Fronde
En 1643, La Fère a été donnée en douaire à la reine Anne d'Autriche, qui, pendant la Fronde, s'y abrite avec son ministre le cardinal Mazarin, ses deux fils et la Cour, contre l'opposition des grands seigneurs révoltés.
Quand la révolte s'apaise, Mazarin s'attache à la cité et il y revient en 1654 pour suivre de près les efforts de ses armées en campagne plus au nord. Le comté de Marle et La Fère est donné à son neveu par alliance, Armand-Charles de La Porte, duc de La Meilleraye (mari d'Hortense Mancini).
Par ailleurs, Alexandre Dumas, de Villers-Cotterêts, se serait inspiré de La Fère pour créer une vie et d'illustres ancêtres à Athos, « comte de La Fère » dans Les Trois Mousquetaires et Vingt ans après.
Mais Dumas introduit aussi la forêt de la Fère dans un autre roman, Les Quarante-Cinq suite de la Dame de Monsoreau, où, dans les années 1580, l'héroïne éponyme, ancienne amante de feu Bussy d'Amboise, passe avec l'ancien ami et médecin de celui-ci, Rémy Le Haudouin, pour empoisonner à Château-Thierry un de ses assassins, le duc d'Anjou. Dans la forêt de La Fère, Rémy y poignarde le complice du prince, Aurilly.

### Époque contemporaine

#### Sièges de 1814 et 1815
Pendant la campagne de France; en février 1814, Laon étant occupée par les troupes russo-prussiennes de Wintzingerode, la préfecture de l'Aisne et le commandement militaire du département sont transférés à La Fère. Les fortifications, bien que négligées depuis le début du siècle, sont assez solides, pourvues d'une bonne artillerie et d'un arsenal, et entourées de prairies inondées par les pluies d'hiver. La garnison comprend 300 hommes de troupes de ligne, plus la garde nationale. Le 19 février, les Cosaques font une brève incursion dans le faubourg de Notre-Dame de La Fère mais, le 22 février, un détachement du train français venu de La Fère, aidé par des paysans armés, surprend un convoi gardé par des cosaques à Mons-en-Laonnois et ramène des prisonniers, des chevaux et du butin. Quelques jours plus tard, un autre corps russo-prussien, commandé par Bülow, traverse l'Aisne : il entre à Chauny le 26 février et menace de détruire la ville après que des ouvriers de la manufacture de Saint-Gobain ont tiré sur ses hommes. Le 27, les Russo-Prussiens arrivent devant La Fère où le gel a rendu les fossés franchissables : après un bombardement d'artillerie, la place se rend et la garnison l'évacue le 28 contre promesse de ne plus servir dans cette guerre ; les coalisés emportent de l'arsenal 25 canons et de grands approvisionnements en bois et métaux qui sont emmenés par péniches.
Quelques jours après Waterloo, un nouveau corps de Prussiens marchant sur Paris, commandé par le général Zieten, s'arrête le 25 juin 1815 devant La Fère : le maréchal de camp François-Paul Berthier décide de défendre la place avec une faible garnison malgré la désertion d'une partie de la garde nationale. Les Prussiens n'insistent guère et continuent leur chemin vers Paris.

#### Guerre de 1870: bataille de La Fère (26-27 novembre)
Extrait du livre édité par le syndicat d'initiative de La Fère : La Fère, son histoire… : Le 26 novembre 1870, la ville est soumise à des bombardements qui, durant 30 heures, incendient les casernes, une partie des maisons, l'hôtel de ville et l'Hôtel-Dieu ; on dit que plus de trois mille obus sont tombés sur la cité. Le capitaine Jacques Ferdinand Planche est contraint de capituler le 27 novembre 1870. La Fère est occupée jusqu'au 28 octobre 1871.

#### Première Guerre mondiale
Pendant la Première Guerre mondiale (1914-1918), La Fère est occupée dès le 1er septembre 1914 et sert de bastion à la ligne Hindenburg (1916-1918). De nombreux blockhaus sont construits. Une importante offensive française y est menée à partir du 24 mars 1918. Le 13 octobre 1918, la 1re armée française du général Debeney franchit l'Oise et libère la ville.

#### Seconde Guerre mondiale
Pendant la Seconde Guerre mondiale (1939-1945), La Fère est envahie le 19 mai 1940 et la caserne sert de camp provisoire aux prisonniers faits par les Allemands (« Front StaLag 191 »). La ville est alors en zone occupée, en « France allemande » comme disent les anciens Laférois. La ligne de démarcation était représentée par le canal de la Sambre à l'Oise, et comme il n'y avait qu'un seul lycée, celui de La Fère, les jeunes de Chauny, Tergnier… devaient disposer d'un laissez-passer pour venir y étudier. Tous les commerçants devaient présenter un ausweis (carte d'identité) ou passierschein (laissez-passer) pour aller, par exemple, chercher leurs marchandises.
Le 3 septembre 1944, la 28e division d'infanterie américaine, basée à Charmes, qui a subi de lourdes pertes durant les combats, libère La Fère.
Au cours de ces deux guerres mondiales, La Fère dut faire face aux nombreuses destructions de son patrimoine.

#### Fin duXXesiècle
Ville de garnison aux XIXe et XXe siècles, où stationnait notamment le 41e régiment d'artillerie de marine, (le 41e R.A.M.A.), qui est dissous en juin 1993. La vie militaire a disparu de la ville de La Fère. Seules les casernes rappellent ces trois siècles d'histoire, et au fil des ans, un pôle social s'est installé sur le site.

## Politique et administration

### Découpage territorial
La commune de Fère est membre de la communauté d'agglomération Chauny-Tergnier-La Fère, un établissement public de coopération intercommunale (EPCI) à fiscalité propre créé le 1er janvier 2017 dont le siège est à Chauny. Ce dernier est par ailleurs membre d'autres groupements intercommunaux.
Sur le plan administratif, elle est rattachée à l'arrondissement de Laon, au département de l'Aisne et à la région Hauts-de-France. Sur le plan électoral, elle dépend du  canton de Tergnier pour l'élection des conseillers départementaux, depuis le redécoupage cantonal de 2014 entré en vigueur en 2015, et de la première circonscription de l'Aisne  pour les élections législatives, depuis le dernier découpage électoral de 2010.

### Tendances politiques et résultats
Aux élections européennes de 2014, le Front National a obtenu un score approchant les 43 %.
Autrefois, ville réputée bourgeoise, celle-ci concentrait un fort électorat de droite. Aujourd'hui, les habitants de la commune connaissent des difficultés économiques depuis le départ de l'armée en 1993 ; cependant l'endettement de la commune elle-même reste faible par rapport à la moyenne nationale.

## Démographie
L'évolution du nombre d'habitants est connue à travers les recensements de la population effectués dans la commune depuis 1793. Pour les communes de moins de 10 000 habitants, une enquête de recensement portant sur toute la population est réalisée tous les cinq ans, les populations de référence des années intermédiaires étant quant à elles estimées par interpolation ou extrapolation. Pour la commune, le premier recensement exhaustif entrant dans le cadre du nouveau dispositif a été réalisé en 2004.

En 2022, la commune comptait 2 860 habitants, en évolution de −0,31 % par rapport à 2016 (Aisne : −1,97 %, France hors Mayotte : +2,11 %).
| 1793  | 1800  | 1806  | 1821  | 1831  | 1836  | 1841  | 1846  | 1851  |
| ----- | ----- | ----- | ----- | ----- | ----- | ----- | ----- | ----- |
| 2 483 | 2 600 | 2 721 | 2 678 | 2 792 | 2 651 | 3 911 | 4 632 | 4 441 |

| 1856  | 1861  | 1866  | 1872  | 1876  | 1881  | 1886  | 1891  | 1896  |
| ----- | ----- | ----- | ----- | ----- | ----- | ----- | ----- | ----- |
| 4 122 | 4 061 | 4 984 | 4 158 | 4 914 | 5 109 | 4 951 | 5 394 | 5 011 |

| 1901  | 1906  | 1911  | 1921  | 1926  | 1931  | 1936  | 1946  | 1954  |
| ----- | ----- | ----- | ----- | ----- | ----- | ----- | ----- | ----- |
| 4 982 | 4 745 | 5 095 | 2 136 | 3 161 | 3 331 | 3 533 | 2 750 | 3 485 |

| 1962  | 1968  | 1975  | 1982  | 1990  | 1999  | 2004  | 2006  | 2009  |
| ----- | ----- | ----- | ----- | ----- | ----- | ----- | ----- | ----- |
| 3 161 | 3 703 | 3 531 | 2 979 | 2 930 | 2 817 | 2 866 | 2 935 | 3 012 |

| 2014  | 2019  | 2022  | - | - | - | - | - | - |
| ----- | ----- | ----- | - | - | - | - | - | - |
| 2 847 | 2 838 | 2 860 | - | - | - | - | - | - |

### Population et société
En novembre 2013, la ville fait partie des 20 villes de France les plus sûres en matière d'atteinte aux biens, agressions physiques et cambriolages comme le souligne L'Express.

## Équipements

### Établissements scolaires
La Fère a deux écoles maternelles, trois écoles primaires, un collège public (Marie-de-Luxembourg) classé en "Zone d'éducation prioritaire" depuis 2012, un lycée professionnel public (Jean-Monnet) et un collège privé hors contrat (Cours Clovis).
La population n'a pas assez d'élèves qui continuent les cours après l'âge de 16 ans. Une minorité opte pour le CFA à Laon.
Les étudiants souhaitant faire des études générales vont à Chauny située à 17 km, ou à Laon située à 25 km et Saint-Quentin, 31 km.

## Culture locale et patrimoine

### Lieux et monuments
Sont classés aux Monuments historiques :
- l'église Saint-Montain[47] ;
- le château de La Fère[48] : propriété de l'État, il a été transformé en appartements pour officiers de l'école d'artillerie ;
- un immeuble du XIXe siècle, situé au 3 rue Henri-Martin[49] ;
- la caserne du quartier Drouot :  le « vieux » quartier date de 1720, le « neuf » de 1767 ; ils avaient pour but d'accueillir l'une des premières écoles d'artillerie, créée en 1719[50] ;
- le musée Jeanne-d'Aboville au 5 rue du Général-de-Gaulle, dont la collection d'environ 400 tableaux a été léguée à la ville de La Fère par la comtesse de Valincourt en septembre 1860 ;
- le monument aux morts, datant de 1924 :  c'est l'un des rares en France en hommage aux artilleurs ; le statuaire est René Bertrand Boutée (1877-1950), né à Maubeuge, sa signature se trouvant sur la ceinture de la sculpture du soldat et sur l'une des deux plaques de bronze ;
- la statue de l'Artilleur, depuis 1974 (anciennement située à Paris sous le pont de l'Alma) ;
- le temple protestant, rue du Général-de-Gaulle ;
- ancienne abbaye du Calvaire de La Fère.

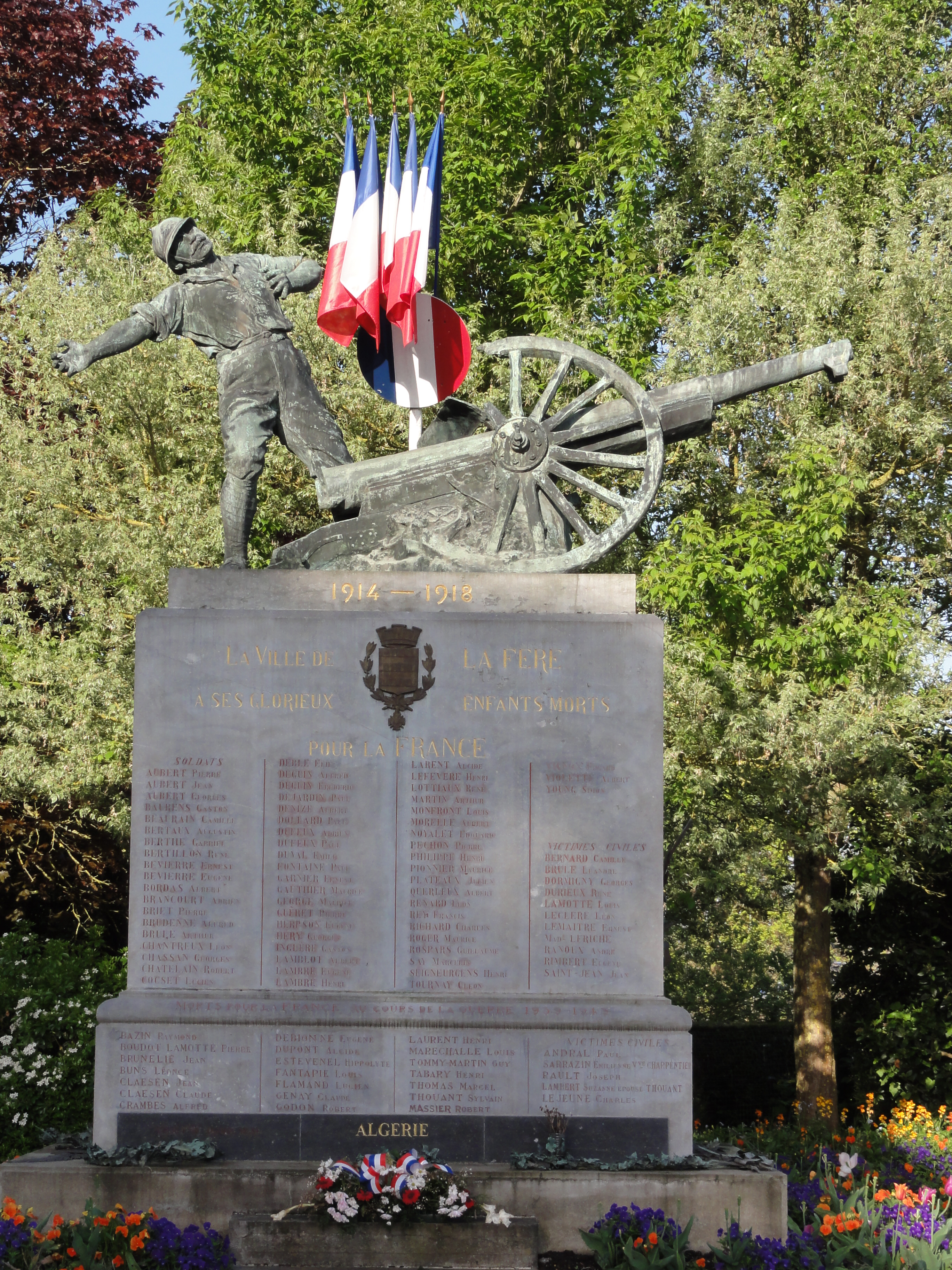
Monument aux morts.
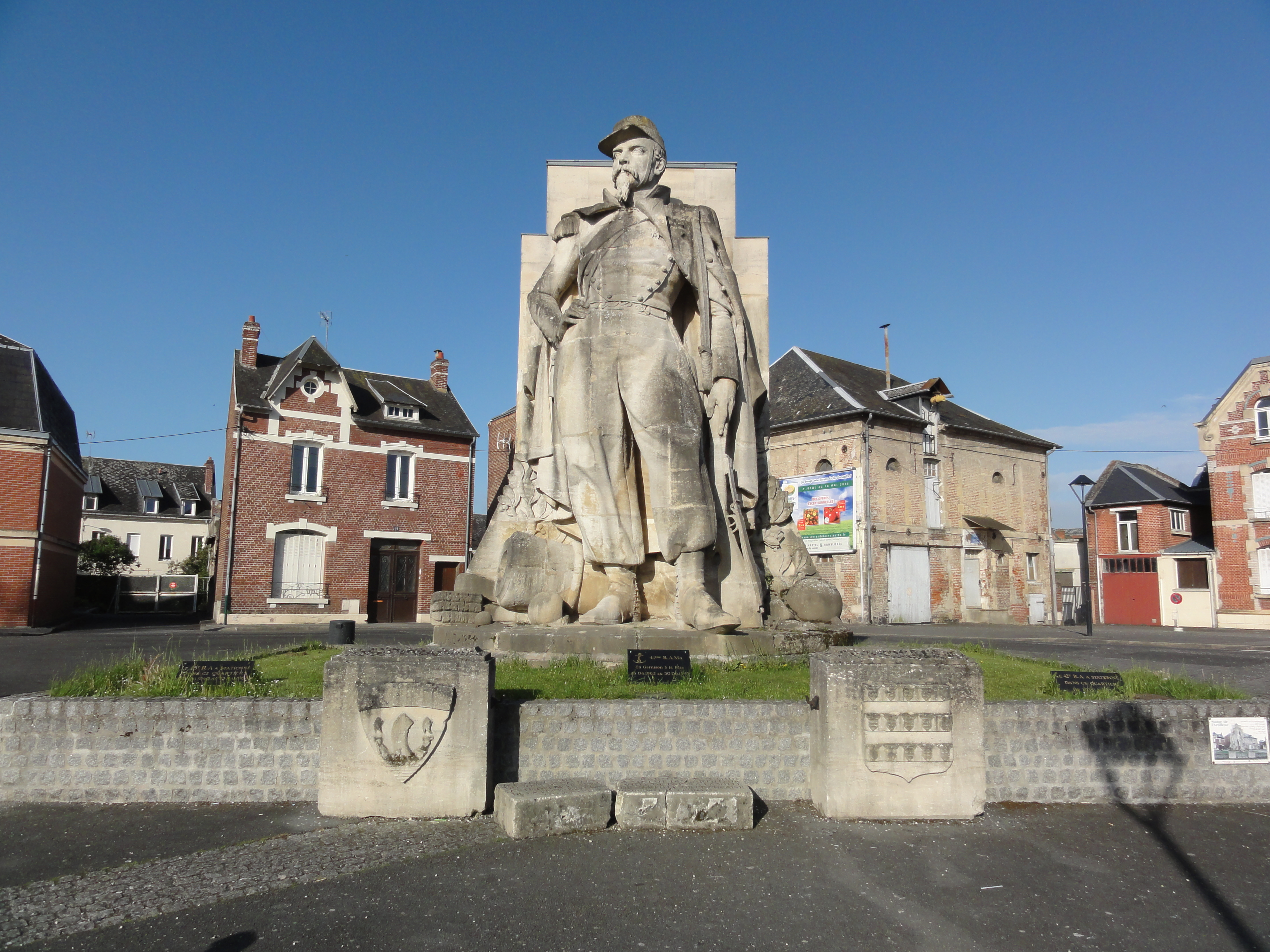
Statue de l'Artilleur.
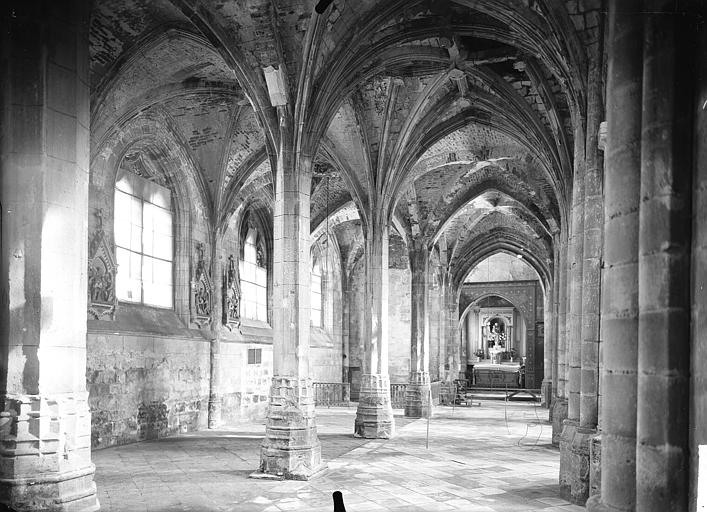
Bas-côté nord de l'église Saint-Montain (1920).

### Activités associatives, culturelles, touristiques, festives et sportives
- Les élèves de l'école Jean-Moulin de La Fère ont ouvert le 21 avril 2010 le troisième chemin des écoliers du département de l'Aisne, sous l'impulsion du comité départemental de randonnée pédestre, avec l'aide des services techniques de la ville, de l'association de pêche « La Brème » de La Fère...
- Ville fleurie : trois fleurs attribuées en 2007, 2008, 2009, 2010 par le Conseil des Villes et Villages Fleuris de France au Concours des villes et villages fleuris[51].
- Du 16 au 19 avril 1965 eut lieu la première rencontre entre les clubs de football d'Ochsenhausen, cité allemande, et La Fère, organisée par l'Union Sportive Laféroise, avec le concours de la Ville. En 1980, une charte de jumelage avec Ochsenhausen fut signée.
- Le Petit Laférois est le journal local.
- Le club de football de la commune est l'Union Sportive Laféroise. Le club de handball est l'HBLF, les seniors hommes jouent dans la catégorie Nationale 3 comme les volleyeuses.
- Un city-stade a été construit en novembre 2014 pour permettre aux jeunes de pratiquer plusieurs sports sur un même terrain[52].

### Implantation militaire

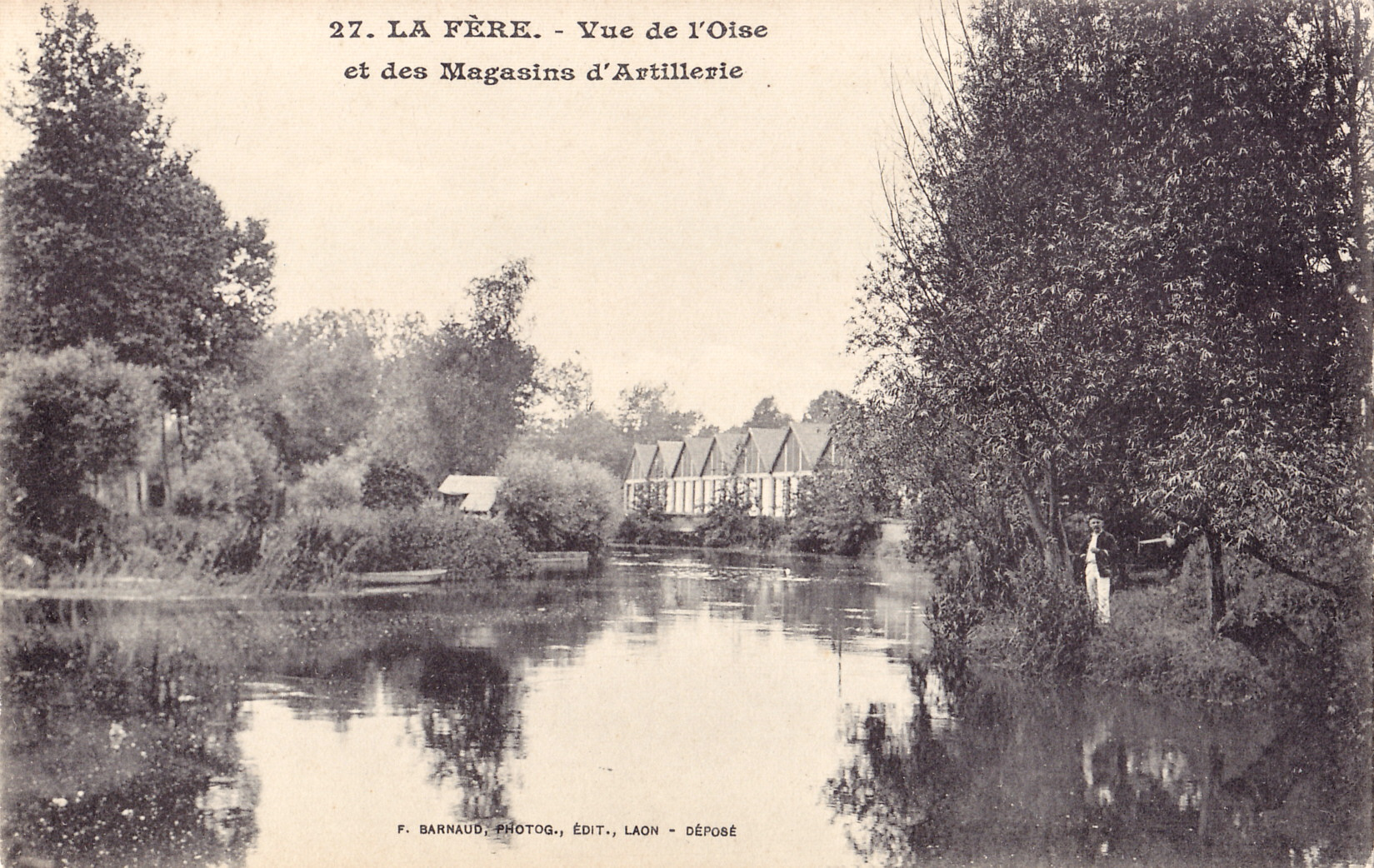
Les magasins d'Artillerie et l'Oise, au début du XXe siècle.

Unités militaires ayant été en garnison à La Fère :
- Régiment de Bussy-Rabutin ;
- Régiment Royal-Artillerie ;
- Régiment d'artillerie de La Fère, créé en 1765 à partir des régiments Royal-Artillerie et de Bussy-Rabutin ;
- 17e Régiment d'Artillerie de Campagne, 1893 - 1914 ;
- 42e Régiment d'Artillerie Divisionnaire, 1939 - 1940 ;
- 41e Régiment d'Artillerie de Marine,11 avril 1962-1er juillet 1993.

Extrait du livre La Fère, son Histoire édité par le syndicat d'initiative : « … En 1666, le duc de Mazarin alors « Grand Maître de l'Artillerie », bâtit un arsenal, ou plutôt lui fit subir d'importants agrandissements, afin de soutenir les armées de Louis XIV engagées dans la guerre en Flandre. Il y adjoint en 1672 un moulin à poudre, au sud de l'Arsenal, au-delà des fortifications, et de l'autre côté de l'Oise, sur une île appelée « demi-lune ». Avant que Vauban ne refortifie les frontières du nord de la France dans le cadre du « pré carré », l'arsenal de La Fère disposait déjà d'un système bastionné : seul vestige de ces fortifications, une « Dame Jeanne » de briques rappelle que pendant la première partie du XVIIe siècle, La Fère était avant tout une place forte. La fonction de cette « dame » était d'empêcher les assiégeants de cheminer sur le mur, appelé batardeau, au-delà duquel se trouvait un fossé inondable. Souvent appelée à tort « l'échauguette » cette « Dame » située près du « Bouillon », est l'un des plus anciens témoins de l'histoire de l'Arsenal… »

#### Les deux écoles d'artillerie de la Fère

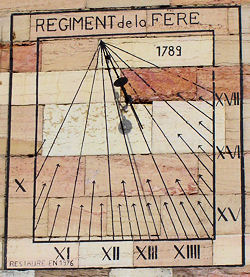
Le cadran solaire de la caserne d'Auxonne mentionne la ville et son régiment.

La première école militaire de La Fère fut créée de 1720 à 1732 (dans les « vieux quartiers ») de l'Arsenal, en même temps que celles de Metz (qui, fusionnée avec l'ex-école royale du génie de Mézières, devait devenir école d'application de Polytechnique), Strasbourg, Grenoble et Perpignan, par l'ordonnance royale du 5 février 1720. Cette ordonnance tirait les conclusions des dernières campagnes de Louis XIV en faisant de l'artillerie une arme scientifique, avec des officiers formés en conséquence. Chacune des cinq villes concernées abriterait un régiment de 4 000 hommes, avec une école d'artillerie à demeure.
L'école d'artillerie de La Fère doit sa renommée en grande partie à la qualité des enseignants qui y servirent. Le premier d'entre eux fut l'ingénieur des fortifications Bélidor (de 1720 à 1740). Répondant à la demande du ministère de la Guerre, Bélidor s'attacha à dresser des tables balistiques universelles et dispensa aux élèves-officiers un enseignement scientifique complet. En 1740, la succession de Bélidor dans cette fonction fut assurée par un professeur de mathématiques, l'abbé Deidier, remplacé à son tour par l'abbé Nollet à partir de 1757. Nollet enseignait, outre les mathématiques, l'hydraulique, la physique et la chimie.
Le 8 avril 1756, Louis XV annexa à l'école d'artillerie une école et une compagnie d'élèves des cadets, dite « la cinquantaine ». Elle fut transférée de La Fère à Bapaume en 1766, la municipalité ne pouvant assurer l'entretien des casernes. Seule resta la première école avec messieurs Deidier et Bélidor comme professeurs.
Choderlos de Laclos (1759-1761), Gribeauval et le général Foy y firent leurs classes. Le général Augustin Marie d'Aboville fut nommé par Napoléon commandant de l'école à partir de 1809.
Napoléon Bonaparte servit dans le régiment d'artillerie de la Fère sous les ordres du baron du Teil, mais, contrairement à la légende, il ne fut jamais affecté à La Fère, ce régiment étant cantonné à Valence puis à Auxonne. En 1820, cette première école fut transférée dans le château de La Fère et y demeura jusqu'en 1903. À partir de cette date, le château fut transformé en appartements pour officiers.

### Personnalités liées à la commune
- Marie de Luxembourg (vers 1472-1547) est décédée à La Fère le 1er avril 1547.
- François de Bourbon (1519-1546), comte d'Enghien, est né au château de La Fère en 1519.
- Abbé Henri-Marie Boudon (1624-1702), né à La Fère, baptisé en la collégiale Saint-Montain de La Fère.
- Dès la création à La Fère de la première École d'artillerie de France par Louis XV, Bernard Forest de Bélidor (1698-1761), ingénieur militaire français y devient professeur de mathématique de 1720 à 1741.
- Abraham Hanibal (1696-1781) : après avoir été l'officier d'ordonnance du tsar Pierre le Grand de Russie, Abraham est envoyé en 1717 en France où il suit des études militaires et d'ingénieur à Paris et à l'École d'artillerie de La Fère.
- Le général anglais George Eliott (1717-1790) gouverneur victorieux du siège de Gibraltar (1779-1783), est un ancien cadet de l'École de La Fère. C'est le célèbre ingénieur Bélidor qui l'a formé.
- Monsieur de Villepatour (1719-1781), lieutenant général d'artillerie, fut nommé vers 1768 inspecteur successivement en Alsace, en Provence, et à l'école d'artillerie de La Fère.
- Louis Jean Charles d'Urtubie (1730-1808), général des armées de la République, maire de la commune, y est né et décédé.
- Charles Jean Louis des Fossés (1737-1794), homme politique né à La Fère, élu député de la noblesse aux États généraux de 1789, condamné à mort et exécuté à Paris en 1794.
- Théodore Bernard Simon Durtubie dit d'Urtubie de Rogicourt (1741-1807), général des armées de la République et de l'Empire, frère du précédent, y est né.
- Jean-Pierre Doguereau (1774-1826), général des armées de la République et de l'Empire, ancien commandant de l'école d'artillerie de La Fère, mort dans cette ville.
- Le général Gabriel Neigre (1774-1847) est né à La Fère le 28 juillet 1774.
- Le comte Louis Antoine Drouot (1774-1847), officier, rejoint en juillet 1793, depuis Châlons-sur-Marne, le régiment de La Fère, nouvellement appelé 1er régiment d'artillerie.
- Louis François Jean Leblanc (1786-1857), vice-amiral né à La Fère.
- Auguste Jean Alexandre Law de Lauriston (1790-1860) est né à La Fère le 10 octobre 1790.
- Jacques Ferdinand Planche, contre-amiral né à Grenoble le 28 janvier 1829, mort à Toulon le 10 avril 1894. Commandeur de la Légion d'honneur, ancien commandant de la place de La Fère pendant la guerre de 1870-1871[53].
- Georges-Auguste Florentin (1836-1922), général de division français, gouverneur militaire de Paris, et Grand chancelier de la Légion d'honneur, est né à La Fère le 18 septembre 1836 dans la « Maison Dupuis », à gauche du Culte évangélique, place de l'Esplanade (actuellement face à l'Artilleur). Il est l'auteur de diverses inventions dans le domaine des poudres des mortiers et des canons dont le canon « Florentin » déposé aux Invalides à Paris et un télégraphe optique.
- Le général Maitrot (1849-1924), commandant du Camp de Châlons, Mailly.
- Eugène Courboin (1851-1915), peintre, y est né.
- Ernest Mosny, né à La Fère le 4 janvier 1861, mort le 25 avril 1918 à Paris. Médecin, il fut moniteur au laboratoire de pathologie expérimentale et comparée : un ouvrage paru en 1907 consacré aux sanatoriums qui portait sur les questions d'hygiène hospitalière, appartenait au monumental Traité d'hygiène, dirigé par Paul Brouardel et Ernest Mosny… Rapport sur les épidémies en France pendant l'année 1910, au nom de la commission permanente des épidémies, tome 42 (1911), p. 1-23 - L'étiologie et la prophylaxie de la fièvre typhoïde (Revue Scientifique 1910 - 12 novembre 1910 - no 20).
- Henri Gambart, auteur dramatique et réalisateur né à La Fère (1877-1935).
- Maurice Boudot-Lamotte (1878-1958), artiste peintre né à La Fère. Son talent fut salué par l'historien de l'art Élie Faure[54]. Il était aussi un collectionneur de tableaux très avisé. Sa collection et un fonds issu de son œuvre sont conservés au musée de Beauvais. Il est le frère de Jean Boudot-Lamotte (1885-1960), officier, maire de La Fère de 1947 à 1959, et l'oncle d'Emmanuel Boudot-Lamotte (1908-1981), photographe indépendant, ancien secrétaire et membre du comité de lecture des éditions Gallimard, par ailleurs ami et correspondant de Marguerite Yourcenar et de Jean Cocteau.
- Robert Caudrilliers (1888-1959), journaliste, reporter-photographe, correspondant de guerre et frère de Raymond Caudrilliers dit Aimos, né à La Fère. Chevalier de la Légion d'honneur, il est le premier photographe français à avoir pris des vues aériennes dès 1908.
- Camille Clovis Trouille ; né le 24 octobre 1889 à La Fère et décédé le 24 septembre 1975 à Neuilly-sur-Marne, est un peintre français. Plusieurs de ses œuvres sont visibles au Musée de Picardie d'Amiens.
- Raymond Aimos alias Raymond Caudrilliers (1891-1944), acteur populaire des années 1930, y est né place des Marchés. Il a été tué dans les combats de la libération de Paris, frère de Robert Caudrilliers.
- Béatrice Bretty (1893-1982), actrice, sociétaire de la Comédie-Française, maîtresse de Georges Mandel, y est née.
- Jean Charbonnel, né le 22 avril 1927 à La Fère, mort le 19 février 2014 à Paris, homme politique français.
- Johan Radet, né le 24 novembre 1976 à La Fère, ancien joueur de football d'Auxerre.
- Luc Ducalcon, né le 2 janvier 1984 à La Fère, joueur de rugby à XV français.

### Héraldique
| Blason de Fère (La) | Blason  | Fascé de vair et d'or. Ornements extérieursCroix de guerre 1914-1918 |
| Blason de Fère (La) | Détails | Blason adopté par la municipalité.                                   |

## Pour approfondir